# Gerhard Wenderoth

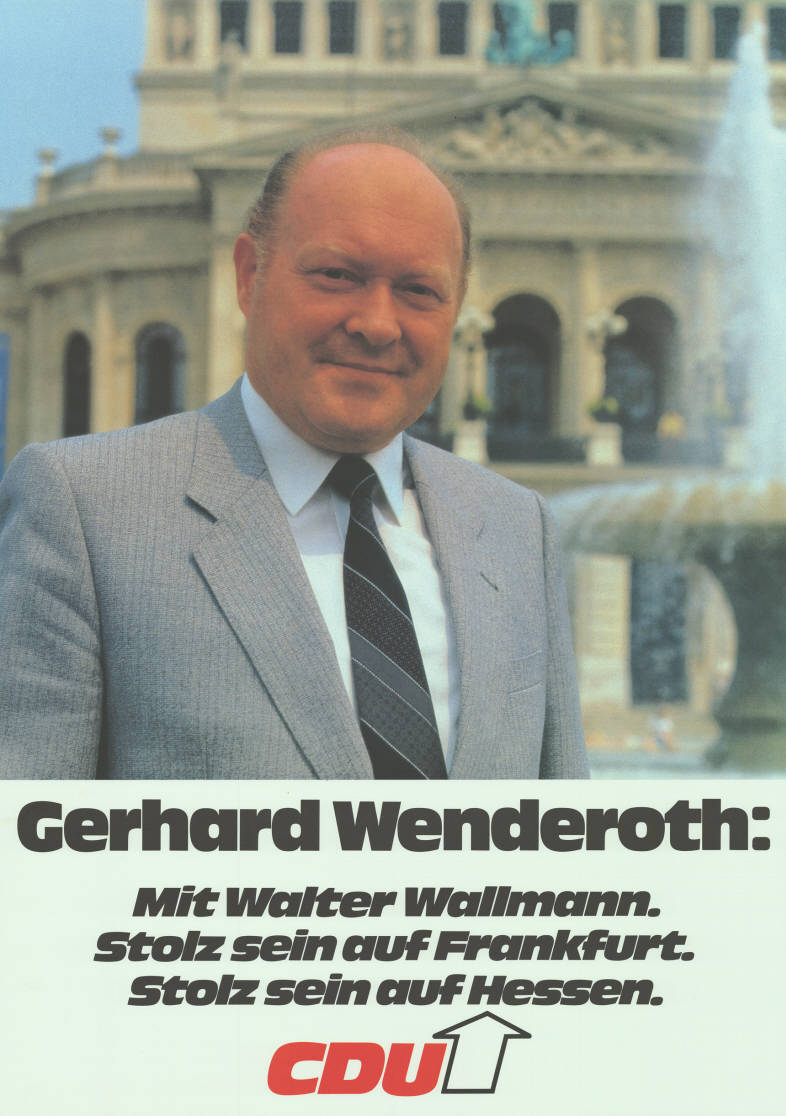
Kandidatenplakat zur Landtagswahl in Hessen 1983

Gerhard Wenderoth (* 6. November 1930 in Kassel; † 17. Dezember 2002) war ein hessischer Politiker (CDU) und Abgeordneter des Hessischen Landtags.

## Ausbildung und Beruf
Nach dem Abitur begann er eine Verwaltungslehre. Danach studierte er Rechtswissenschaften in Marburg und Frankfurt am Main. Er war Rechtsanwalt in Frankfurt am Main und beim Hauptvorstand der Gewerkschaft der Eisenbahner Deutschlands als stellvertretender Leiter der Rechtsabteilung beschäftigt.
Gerhard Wenderoth war verheiratet und hatte einen Sohn.

## Schulpolitik
1951 trat Wenderoth der SPD bei. Nachdem sein Sohn eingeschult wurde, engagierte er sich im Elternbeirat seiner Schule. Anfang der 1970er Jahre polarisierte die Schulpolitik der Sozialliberalen Koalition in Hessen das Land. Kultusminister Ludwig von Friedeburgs Bemühungen um die Auflösung des dreigliedrigen Schulsystems in Gesamtschulen stießen auf großen Widerstand. Wenderoth, teilte diese Zielvorstellung nicht. „Solange Willy Brandt seinen Sohn Mathias auf ein Gymnasium schickt“, so argumentierte Wenderoth, fühle auch er sich berechtigt, seinen Sohn auf ein Gymnasium zu schicken. Nachdem er 1974 eine Rede vor dem „Hessischen Elternverein“ (einem privaten Verein, der sich für das gegliederte Schulsystem einsetzte) einen Vortrag hielt und sich später in den Vorstand des Vereins wählen ließ, beantragte der Unterbezirk Frankfurt ein Parteiausschlussverfahren gegen ihn. Die Schiedskommission des Unterbezirks Frankfurt folgte dem und entschied auf Parteiausschluss. Die Bundesschiedskommission der SPD bestätigte diese Entscheidung Anfang 1976 letztinstanzlich.
Nach dem Parteiausschluss kandidierte Wenderoth 1976 als Vorsitzender des hessischen Landeselternbeirates und wurde gewählt. Von den 15 Mitgliedern des Gremiums standen 11 der Regierungspolitik kritisch gegenüber. In der Folge stand der Landeselternbeirat an der Spitze des Widerstandes gegen die hessische Schulpolitik. Er betrieb eine Reihe von Klagen vor den Verwaltungsgerichten bis hoch zum Bundesverfassungsgericht. Die Neuwahl der Landeselternbeirates 1977 wurde zu einem Triumph Wenderoths. Er wurde wiedergewählt und nun waren es 13 von 15 Mitgliedern, die der Landespolitik kritisch gegenüberstanden. Er gehörte dem Landeselternbeirat bis 1979 an. 1981 wurde er (noch unter der sozialliberalen Landesregierung) mit dem Ehrenbrief des Landes Hessen ausgezeichnet.

## Politik
Gerhard Wenderoth trat nun der CDU bei.
Von 1981 bis 1989 war er Mitglied der CDU-Fraktion in der Stadtverordnetenversammlung von Frankfurt am Main, von 1985 bis 1989 als Fraktionsvorsitzender und Vorsitzender des Haupt- und Finanzausschusses. Dem Hessischen Landtag gehörte er als Mitglied von 1982 bis 1991 an. Er wurde im Wahlkreis Frankfurt am Main III gewählt. Schwerpunkt seiner politischen Arbeit waren die Rechts- und die Schulpolitik.